# Конопиште
Ко́нопиште (чеш. Konopiště) — замок в Чехии, примерно в 50 км к юго-востоку от Праги, около города Бенешов.

## История замка
Замок был построен в XIII веке епископом Тобиашем из Бенешова и представлял собой постройку в готическом стиле, в дальнейшем несколько раз реконструировался. Первоначально замок Конопиште был построен по образцу французского замка как мощная готическая крепость прямоугольной формы с круглыми башнями по углам, что давало возможность максимально эффективно защищаться во время осад. Всего в замке было 7 башен: 4 по углам, 1 по центру северной стены и 2 в центре коротких западной и восточной стен. Укрепления замка дополняли ров и земляные валы.
Род Бенешовичей был владельцем замка до 1327 года, когда замок перешел знатной фамилии Штернберков, владевшей также замком Чески-Штернберк недалеко от города Бенешов. В XVII веке владельцы замка из рода Штернберков перестроили замок в стиле поздней готики и позже в стиле позднего Возрождения. Во время гуситских войн замок подвергся длительной осаде королевских войск, продолжавшейся 17 месяцев, и в 1468 году был завоеван войсками короля Йиржи из Подебрад.
В 1648 году в период Тридцатилетней войны замок был захвачен и разграблен шведской армией, после чего пришёл в упадок. Обветшавший замок приобрёл на аукционе чешский дворянин Ян Йозеф Вртба (чеш. Vrtba). В начале XVIII века замок ещё раз был перестроен семьей Вртба в стиле барокко. Вместо разводного замкового моста был возведён каменный мост, в восточной башне прорубили новый вход в замок, высота башен была уменьшена до уровня замковых построек, кроме того построен большой южный флигель.
В 1887 году замок был продан за 2 млн золотом эрцгерцогу Францу Фердинанду д` Эсте, наследнику Австро-венгерского престола, по инициативе которого в 1889—1894 годах замок был ещё раз коренным образом перестроен. Реконструкция замка осуществлялась под руководством архитекторов из Вены Йосефа Моцкера и Франца Шморанца. Будучи большим любителем охоты, эрцгерцог оборудовал в замке механический тир, расширил уже ранее хранившуюся там коллекцию оружия и доспехов, а также создал несколько «охотничьих коридоров», украшенных добытыми трофеями — тысячами оленьих рогов, кабаньих клыков, чучел лисиц, экзотических животных и птиц. Кроме того, при эрцгерцоге в замке были устроены водопровод, канализация, проведено электричество, в центральном флигеле замка установлен гидравлический лифт (работавший за счет плотины, сооруженной на ближайшем пруду) и внесен ряд других технических инноваций для того времени.
Тогда же вокруг замка был разбит парк в английском стиле с террасами, розарием и мраморными статуями. Замок Конопиште был любимым местом отдыха и охоты эрцгерцога Франца Фердинанда. За время владения замком помимо охотничьих трофеев Франц Фердинанд собрал в нём большую коллекцию исторического оружия и различных предметов с изображением Святого Георгия. Когда Франц Фердинанд был убит в 1914 году, его дети унаследовали замок и хранившиеся в нём коллекции.
С 1921 года замок стал государственной собственностью Чехословакии. В 1943 году замок стал местонахождением генерального штаба войск SS в Богемии и служил до 1945 года также как хранилище трофейных произведений искусства. В конце Второй мировой войны значительная часть произведений искусства и коллекционных предметов была вывезена из Конопиште, однако к 1946 году большинство из них возвращено в замок. Часть предметов искусства из Конопиштской коллекции хранится в настоящее время в Праге.
После Второй мировой войны замок, находящийся в государственной собственности, был открыт для туристов. В настоящее время (в начале XXI века) Министерство культуры Чехии затрачивает порядка 800 000 долларов на поддержание замка, частично компенсируя эту сумму за счет туризма.
- Вид на замок с озера

## Коллекции замка
В замке Конопиште хранится богатая коллекция произведений искусства и художественных промыслов эпохи готики, Ренессанса, барокко, охотничьих трофеев, исторического боевого и охотничьего оружия, доспехов. Коллекция охотничьего оружия XVI—XVIII веков является третьей по размеру в Европе, также велика коллекция охотничьих трофеев — около 4400 экземпляров (все были «добыты» эрцгерцогом Францем Фердинандом. Однако это не окончательное число его трофеев — за всю жизнь на охоте им было убито около 256000 животных).